# 達里恩 (密蘇里州)
達里恩（英語：Darien）是位於美國密蘇里州登特縣的非建制地區。

## 歷史
達里恩的郵局於1888年設立，其後於1954年停運。

## 地理
達里恩所處的海拔為高於海平面410米（即1345英呎），而該地所採用的時區為UTC-6，即北美中部時區（CST）。同時該地設有夏令時間，為UTC-6調快一小時，即UTC-5（CDT）。